# Vison de Sibérie
Mustela sibirica
Espèce
Statut de conservation UICN

 LC  : Préoccupation mineure
Statut CITES
Répartition géographique
Le Vison de Sibérie (Mustela sibirica), également désignée sous le nom de Vison feu ou celui de  Kolonok, est une espèce de mammifère de la famille des mustélidés. Également désigné sous les noms de « belette » ou « putois » de Sibérie, le terme « vison » lui est bien plus approprié puisqu’il fait partie du sous-genre lutreola qu’il partage avec le Vison d'Europe (Mustela lutreola) ou encore l’Itatsi (Mustela itatsi), avec lequel il est parfois confondu. Massivement élevée au cours du XIXe siècle, les poils de la queue de cette espèce fournissent les pinceaux en poil dit de « martre Kolinsky »

## Description
Le vison de Sibérie, atteint une corpulence de 25 à 39 centimètres de longueur avec une queue de 13 à 21 centimètres et un poids de 360 à 820 grammes. Les mâles sont plus grands et plus corpulents que les femelles. Sa fourrure est jaune feu en hiver, épaisse et longue. Elle est moins épaisse et plus foncée en été. Son museau est relativement court.

## Distribution et habitat
Le vison de Sibérie vit en Europe orientale, en Sibérie et en Extrême-Orient. On le trouve à l'est de la Russie européenne, dans la taïga sibérienne, jusqu'au bord de la mer d'Okhotsk, ainsi qu'au Tibet, en Chine, jusqu'au nord de la Thaïlande. On le trouve également en Corée du Nord. Il a été introduit dans les îles Sakhaline et dans certaines îles du Japon.
Il habite surtout la taïga et les forêts proches de cours d'eau. Il s'approche parfois des lieux habités.

## Reproduction
Sa période de reproduction commence début février et dure jusqu'à fin mars en Sibérie occidentale, alors que dans l'Extrême-Orient russe, cette période se déroule de début mars à fin avril. La gestation dure de trente-huit à quarante-et-un jours. Les portées sont de quatre à dix petits. Ils naissent aveugles avec une légère fourrure blanche. Elle jaunit au bout de quelques jours. Les petits ouvrent leurs yeux au bout d'un mois. La lactation cesse au bout de deux mois. Les petits prennent leur indépendance à la fin du mois d'août et leur croissance prend fin.

## Liste des sous-espèces
Selon Mammal Species of the World (version 3, 2005)  (17 juillet 2013) et Catalogue of Life (17 juillet 2013) :
- sous-espèce Mustela sibirica canigula Hodgson, 1842
- sous-espèce Mustela sibirica charbinensis Lowkashkin, 1934
- sous-espèce Mustela sibirica coreanus (Domaniewski, 1926)
- sous-espèce Mustela sibirica davidiana (Milne-Edwards, 1871)
- sous-espèce Mustela sibirica fontanierii (Milne-Edwards, 1871)
- sous-espèce Mustela sibirica hodgsoni Gray, 1843
- sous-espèce Mustela sibirica manchurica Brass, 1911
- sous-espèce Mustela sibirica moupinensis (Milne-Edwards, 1874)
- sous-espèce Mustela sibirica quelpartis (Thomas, 1908)
- sous-espèce Mustela sibirica sibirica Pallas, 1773
- sous-espèce Mustela sibirica subhemachalana Hodgson, 1837
- sous-espèce Mustela sibirica taivana Thomas, 1913 - seulement citée par Catalogue of Life

## Utilisation
Le poil de la queue, notamment, de cet animal, autrefois appelé Kolinsky, est recherché pour faire les pinceaux connus sous le nom de « Martre Kolinsky (en)».